# Christophsbad Klinikgruppe

Logo der Christophsbad Klinikgruppe

Die Christophsbad Klinikgruppe ist ein privater Träger von gesundheitsmedizinischen Einrichtungen, unter anderem dem Klinikum Christophsbad, mit Hauptsitz in der baden-württembergischen Stadt Göppingen. Weitere Einrichtungen der Klinikgruppe befinden sich in Stuttgart, Geislingen an der Steige und Bad Boll. Die Klinikgruppe spezialisiert sich auf die psychiatrische und neurologische Versorgung ebenso wie auf die Rehabilitation. Darüber hinaus betreibt sie Heime mit fachlicher Spezialisierung für psychiatrisch beziehungsweise neurologisch erkrankte Pflegebedürftige. Die Klinikgruppe befindet sich in Familienbesitz.

## Geschichte

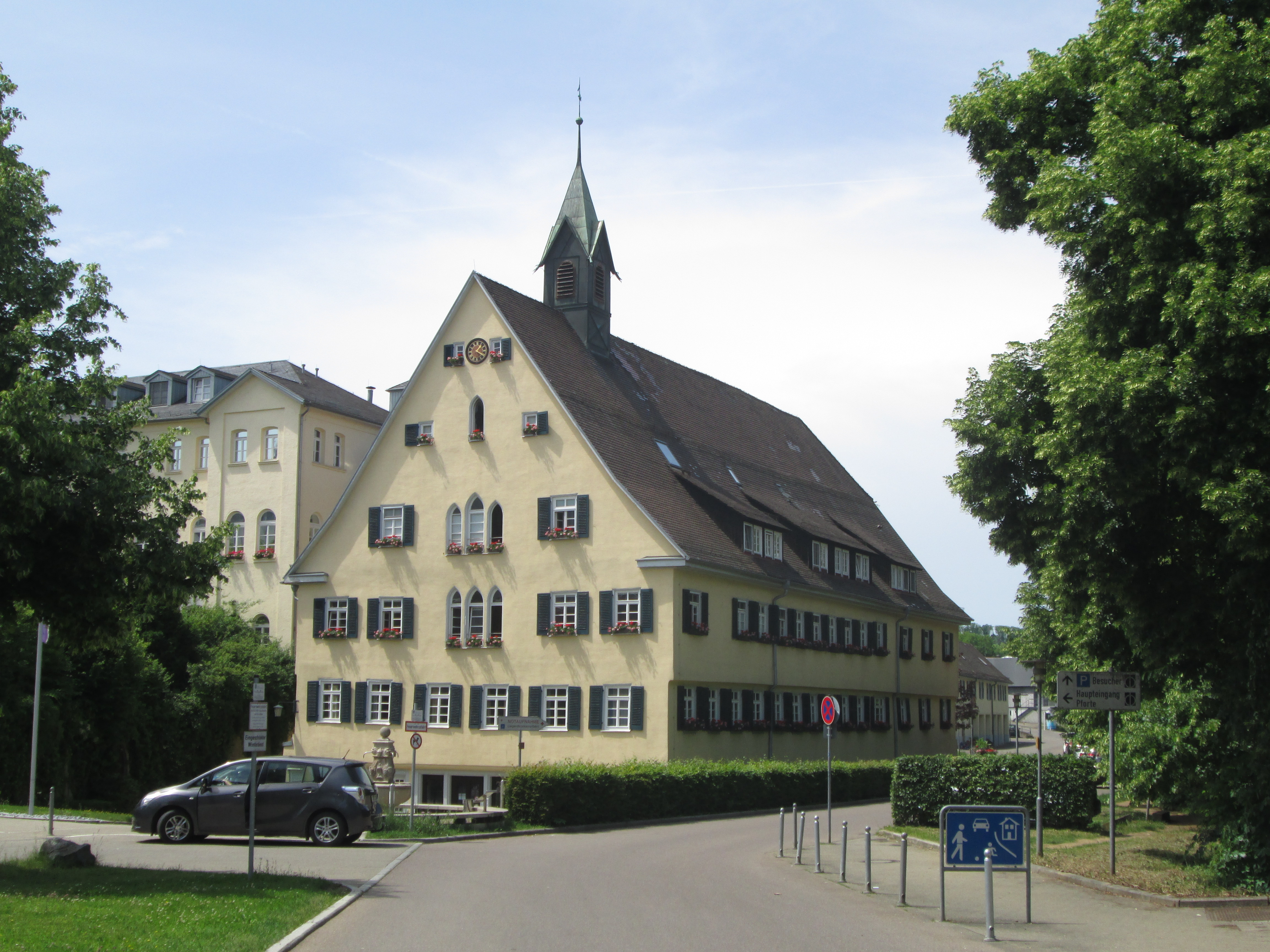
Altes Badhaus am Hauptstandort in Göppingen

### Anfänge
Die Christophsbad Klinikgruppe entstand auf Basis eines Sauerbrunnens und der damit angegliederten Einrichtung eines Badhauses in Göppingen. Am Standort des bereits im Jahre 1404 als „Swalbrunnen zu Geppingen“ erwähnten Badhauses entstand ab 1852 unter der Führung von Heinrich Landerer der Vorläufer des Klinikum Christophsbads unter dem Namen „private Heil- und Pflegeanstalt für Gemüts- und Nervenkranke“.
Bereits sieben Jahre später wurde auf dem Freihof in Göppingen eine „landwirtschaftliche Kolonie“ und damit die erste Außenstelle gegründet. 1924 wurden 68 Privatpatienten beherbergt, 1930 bereits 530 Patienten. Im Zweiten Weltkrieg während der Zeit des Nationalsozialismus wurden nachweislich 297 Patienten nach Weinsberg, Winnenden sowie Weißenau in die dortigen Anstalten verlegt. 168 Personen wurden später im Rahmen der Krankenmorde ermordet. Davon zeugt eine Gedenkstelle im Klinik-Park des Hauptstandortes Göppingen.

### Wachstum
1972 wurde der Hauptstandort  in den Krankenhausplan Baden-Württembergs als psychiatrisch-neurologische Privatklinik aufgenommen. Dadurch wurde der Grundstein für seither andauernde Expansion gelegt. 1980 erfolgte die Inbetriebnahme von weiteren 164 Plätzen im Rahmen eines Neubaus am Ursprungsstandort Göppingen. Der seit Beginn dazugehörige Brunnenbetrieb wurde 1992 geografisch nach Jebenhausen ausgelagert, nachdem er bereits einige Jahrzehnte zuvor geschäftlich vom Klinikbetrieb getrennt worden war.
1996 erfolgte die Ausgliederung der „Langzeitstationen“ infolge des Pflegeversicherungsgesetzes. Diese wurden im zur Klinikgruppe gehörenden Ableger Christophsheim zusammengefasst.
Zwei Jahre später wurde die neu erbaute Göppinger Rehaklinik mit 55 Plätzen eingeweiht. 1999 eröffnete mit der psychiatrischen Tagesklinik in Göppingen sowie der Frührehabilitation ein weiteres Standbein der Klinikgruppe.

### Neues Jahrhundert
2003 schied mit Burkhard Krauß als Ur-ur-ur-Enkel des Gründers der letzte geschäftsführende Gesellschafter aus dem Unternehmen aus. Kurz darauf erfolgte die Eröffnung einer Stroke Unit am Standort Göppingen zum Zwecke der Schlaganfallversorgung.
2009 wurde mit der Psychiatrischen Tagesklinik Geislingen an der Steige ein Standort im zweitgrößten Ort des Landkreises eröffnet. Seit 2010 werden in der hausinternen Christophsbad-Akademie für Psychosomatik und Psychotherapie (C-AP) am Standort Göppingen Psychologen zu Psychologischen Psychotherapeuten ausgebildet.
Mit dem Kauf des Kurhauses inklusive der Rehaklinik Bad Boll mit 155 Betten im Jahr 2013 erweiterte sich die Klinikgruppe um eine weitere Einrichtung. Auf dem bereits seit 1859 genutzten Freihof entstand 2015 das Praxis-Zentrum Göppingen mit diversen Therapieangeboten. Es wurde aber 2021 wieder geschlossen.
Ebenfalls im Jahr 2015 wurde mit MentaCare in Stuttgart eine Tagesklinik und Ambulanz als Zentrum für psychische Gesundheit eröffnet. Im Jahre 2019 wurde das neu erbaute Christophsheim am Hohenstaufenblick eröffnet, so dass sich das Heimangebot der Christophsbad Klinikgruppe seither auf die beiden Gebäude Christophsheim am Park und Christophsheim am Hohenstaufenblick in Göppingen fokussiert.

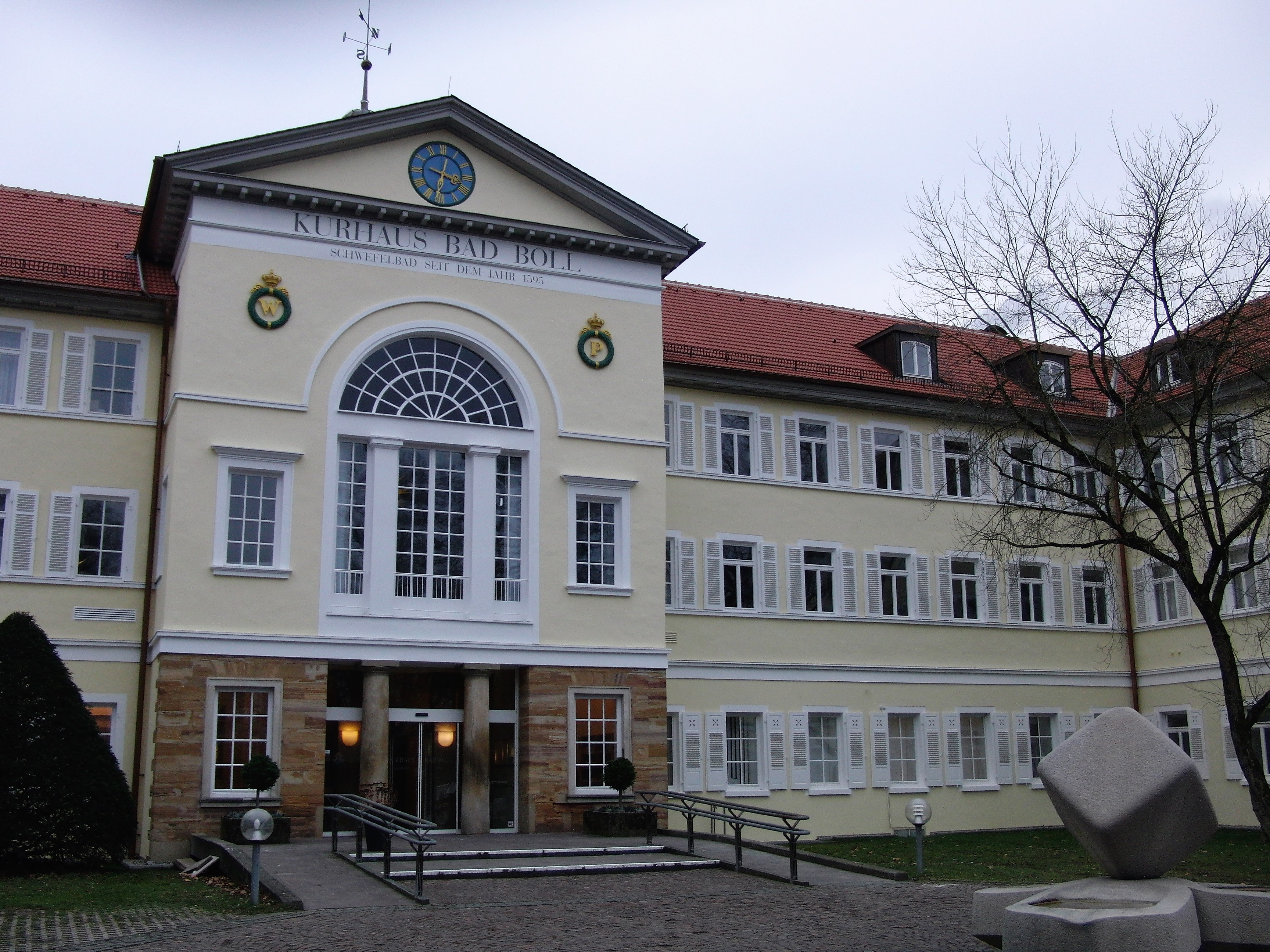
2013 zugekauftes Gebäude der Rehaklinik Bad Boll

2022 wurde das Angebot der Klinikgruppe um das MVZ Christophsbad erweitert. Am Standort in der Fußgängerzone des Göppinger Zentrums sowie auch in der Zweigstelle Bad Boll werden ambulante Untersuchungen und Behandlungsmöglichkeiten im Bereich Psychologie, Neurologie und Hals-Nasen-Ohren angeboten.

## Dazugehörige Einrichtungen
Zur Christophsbad Klinikgruppe gehören folgende Einrichtungen mit rund 1700 Mitarbeitenden und über 1000 Betten und Plätzen.
- Klinikum Christophsbad, Göppingen, mit der Tagesklinik Geislingen (634 Betten)
- Christophsheim, Göppingen (241 Betten)
- Rehaklinik, Bad Boll (160 Betten)
- MentaCare Zentrum für psychiatrische Gesundheit, Stuttgart (10 Plätze)
- MVZ Christophsbad, Göppingen und Bad Boll